# Ángel Ceccardi
Ángel Ceccardi es un ex futbolista argentino que jugó para el equipo ecuatoriano Club Sport Patria.

## Biografía
Nació el 8 de septiembre de 1926 en Floresta, capital federal, Argentina. Desde los 15 años de edad, estuvo involucrado en el fútbol, siendo parte de diversos equipos barriales, divisiones menores, reserva y primera de Ferrocarril Oeste. Se desempeñó como alero derecho y en tres puestos centrales de ataque.
Su segunda pasión además del fútbol, era el teatro, por lo que se encontraba en un dilema al momento de formar parte del equipo Atlético Excursionista. Para finales de 1951, varios clubes de fútbol de Buenos Aires estaban interesados en él, sin embargo se encontró con Rodolfo Bores y Marcos Cousin, dos amigos que fueron parte del Independiente y que estaban formando parte del Club Sport Patria de Guayaquil, convenciéndolo de que se uniera al club ya que necesitaban un refuerzo más. Llegó al equipo el 17 de mayo de 1952, donde jugó de interior izquierdo y derecho, y centrodelantero, jugando con el número 8 o 10. En el Club Sport Patria logró marcar 12 goles, en su mayoría de cabeza. El 16 de julio de 1952 se enfrentó ante el Sevilla de España, siendo la primera vez que un equipo español se enfrente a uno ecuatoriano en Ecuador, en el Estadio Capwell, donde Patria obtuvo la derrota de 2-1.
Más tarde se unió al Magallanes de Chile, y en 1960 se retiró del fútbol.
Falleció el 5 de octubre de 2019, en la Provincia de Mendoza. 

## Clubes
| Club                                        | País      | Año                       |
| ------------------------------------------- | --------- | ------------------------- |
| Club Ferrocarril Oeste (BsAs)               | Argentina | 1942 - 1948               |
| Club Atlético Excursionistas (BsAs)         | Argentina | 1949 - 1950               |
| Gutiérrez Sport Club (Mza)                  | Argentina | 1951 - 1954 - 1955 - 1957 |
| Club Sport Patria (Guayaquil)               | Ecuador   | 1952                      |
| Club Deportivo Magallanes (Santiago)        | Chile     | 1953                      |
| Atlético Club San Martín (Mza)              | Argentina | 1956                      |
| Selección Mendocina de Fútbol (Mza)         | Argentina | 1956 - 1957               |
| Club Deportivo Maipú (Mza)                  | Argentina | 1958                      |
| Club Atlético Boca Juniors de Bermejo (Mza) | Argentina | 1959                      |
| Club Atlético Fray Luis Beltrán (Mza)       | Argentina | 1960                      |